# Lakehurst
Lakehurst es un borough ubicado en el condado de Ocean en el estado estadounidense de Nueva Jersey. En el año 2010 tenía una población de 2654 habitantes y una densidad poblacional de 1020 personas por km².

## Historia
El 29 de agosto de 1929, el Graf Zeppelin completó la primera vuelta al mundo realizada en un dirigible, después de un viaje de 21 días que partió y finalizó en Lakehurst.
El 6 de mayo de 1937, el dirigible Hindenburg se incendió y fue destruido por el fuego cuando intentaba aterrizar en la estación aeronaval de Lakehurst, accidente en el que fallecieron 13 pasajeros y 22 tripulantes.

## Demografía
Según la Oficina del Censo, en 2000 los ingresos medios por hogar en la localidad eran de $43 567 y los ingresos medios por familia eran $48 833. Los hombres tenían unos ingresos medios de $35 403 frente a los $26 667 para las mujeres. La renta per cápita para la localidad era de $18 390. Alrededor del 7,1% de la población estaba por debajo del umbral de pobreza.